# Lord Finesse
Robert Hall Jr., más conocido por su nombre artístico Lord Finesse (El Bronx, Nueva York, 19 de febrero de 1970), es un rapero, cantante, músico, productor discográfico y compositor estadounidense. 
En 1989, Finesse y su compañero DJ Mike Smooth firmaron por Wild Pitch Records, casa de otros populares artistas como Gang Starr, Main Source, Chill Rob G, Percee P y O.C.. En 1990 el dúo lanzó su álbum de debut Funky Technician; Finesse fue aclamado por su gran capacidad lírica. El álbum fue producido por los entonces prometedores DJ Premier, Diamond D y Showbiz. Finesse se convirtió en el líder del popular colectivo de hip hop neoyorquino D.I.T.C., un acrónimo de 'Diggin' In The Crates'. Los miembros futuros serían Showbiz and A.G., Diamond D, Fat Joe, O.C., Buckwild y el fallecido Big L. Este colectivo es responsable de la grabación de varios clásicos underground de la década de los 90, como Runaway Slave de Show & AG, Word...Life de O.C. o el Lifestylez ov da Poor & Dangerous de Big L.
En 1991 participó como letrista en la elaboración del álbum This will be mine, repitiendo en 1992 con el disco The EP. Ambos discos, pertenecientes al género house, fueron creaciones del pinchadiscos y productor de música electrónica, Todd Terry, bajo el seudónimo Sax.
Finesse regresó como solista a finales de 1991 con su segundo trabajo, Return of the Funky Man. El álbum incluía colaboraciones de Percee P y AG. El sencillo Return of the Funky Man llegó al número 13 de la lista de sencillos de rap de EE. UU. Ese mismo año descubre a Big L. El propio Lord Finesse lo ha contado en varias entrevistas: un chaval que se hace llamar Big L aborda a Finesse cuando éste está firmando discos en una tienda de Harlem, pretendiendo que escuche su rapeo; Finesse quiere desembarazarse de él diciendo que llame a su representante. Big L le propone hacer un freestyle delente de él y, si no le gusta, no volverá a molestarle nunca más; Finesse lo considera justo y accede. La historia acaba con Finesse pidiendo su número al prometedor MC de Harlem. Finesse hace que Big L aparezca, ese mismo año, en el remix de su canción Yes You May, siendo ésta la primera referencia musical donde aparece.
En 1994 Finesse produce un tema para el Ready to Die de Notorious B.I.G., Suicidal Thoughts, tema de cierre del disco; ya había aparecido en el sencillo Party and Bullshit (primera referencia musical de Biggie) en 1993, produciendo un remix del tema. En 1995 produjo parte del álbum debut de Big L, Lifestylez ov da Poor & Dangerous, incluido el sencillo de éxito MVP. Finalmente retornó como artista en 1995 para el aclamado álbum The Awakening; Finesse, ya consolidado como productor de prestigio, produjo su propio álbum íntegramente. En él colaboran una larga lista de MC's, incluidos O.C., KRS-One, MC Lyte, Akinyele, Showbiz and A.G., Diamond D y Kid Capri. El éxito underground Actual Facts, con Sadat X, Grand Puba y Large Professor, fue incluido como pista oculta en el disco.
Finesse no ha vuelto a grabar un álbum desde este trabajo, pero ha continuado su exitosa carrera como productor. En 1997, produjo el tema Jewelz de O.C., del álbum del mismo nombre. Grabó una mixtape en 1999 llamada Diggin' on Blue. Al año siguiente produjo la canción The Message del álbum 2001 de Dr. Dre. Actualmente está trabajando en un nuevo álbum de D.I.T.C. y, con la ayuda de DJ Premier, en un álbum póstumo de Big L.
Como curiosidad, señalar que es la voz de Lord Finesse la que se escucha en el estribillo del tema de gran éxito de Fatboy Slim The Rockafeller Skank (tema de la intro del FIFA 99), donde se repite una línea sampleada suya que dice "Right about now, the funk soul brother. Check it out now, the funk soul brother".

## Discografía

### Lord Finesse & DJ Mike Smooth
- Funky Technician (1990, Wild Pitch Records)

### Lord Finesse
- Return of the Funky Man (1991, Giant Records)
- The Awakening (1995, Penalty Records)
- From the Crates to the Files (Compilación, 2003)